# Imaculada Pureza
Imaculada Pureza é o título pelo qual a Virgem Maria se apresentou em suas aparições entre os anos de 1990 e 1995, a duas jovens eslovacas — Ivetka Korčáková (nascida em 1978) e Katka Češelková (nascida em 1977) — no Monte Zvir, em Litmanová. Durante as aparições, as videntes foram acompanhadas por muitos sacerdotes. No local das visões foi erguido um santuário mariano, que tornou-se destino de muitos peregrinos que o procuram para assistirem a Divina Liturgia e obter água de um riacho considerado sagrado.
No dia 9 de julho de 2025, o Dicastério para a Doutrina da Fé emitiu uma declaração nihil obstat sobre a espiritualidade ligadas as aparições, que não as reconhece oficialmente como sobrenaturais, mas "permite, no entanto, a aprovação da devoção pública e informa os fiéis que podem abordar com segurança esta oferta espiritual, se assim o desejarem".

## História das aparições

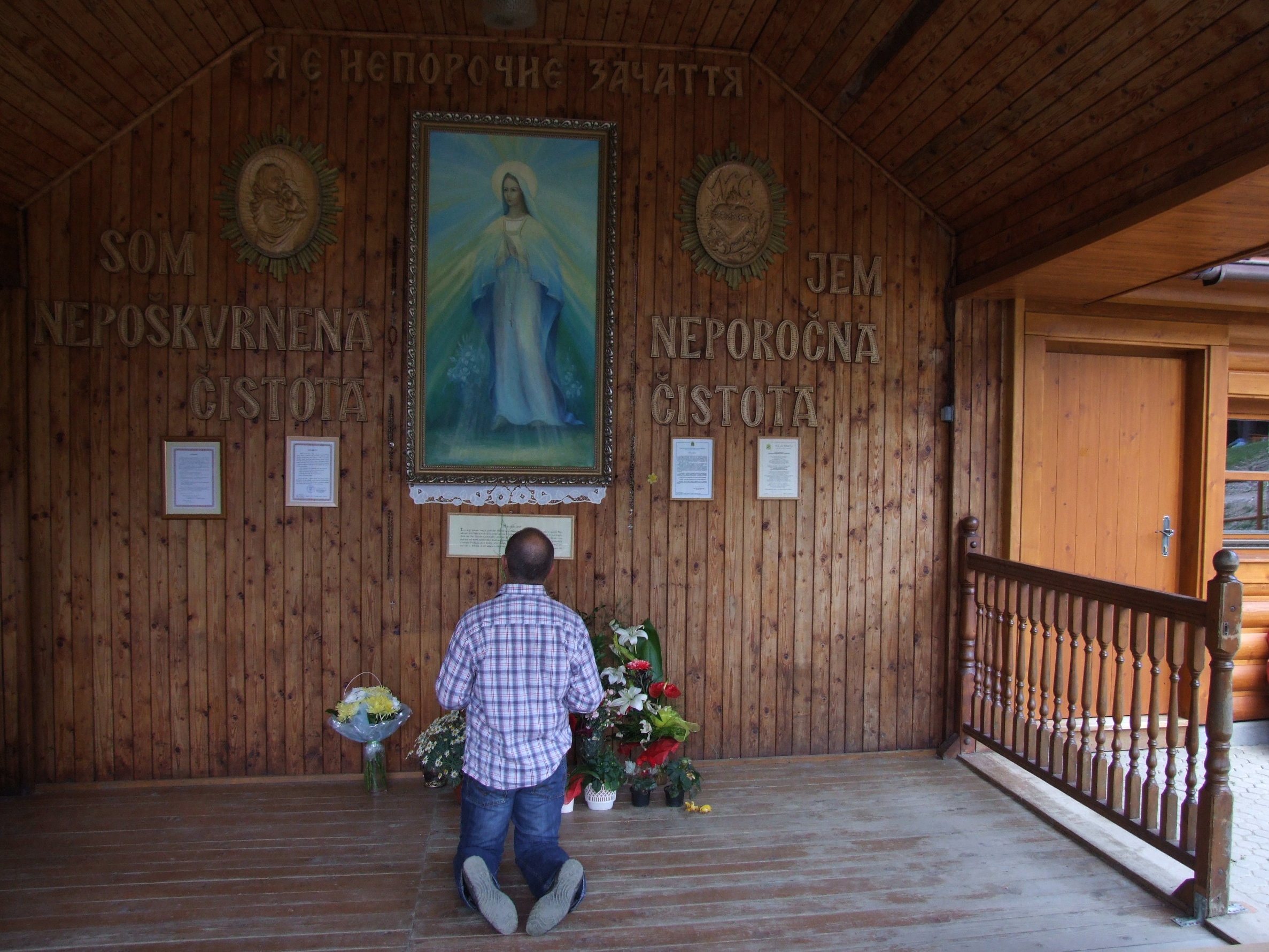
Capela com a pintura da Virgem de Litmanová no local das aparições

No Monte Zvir, na aldeia eslovaca de Litmanová, em 5 de agosto de 1990, a Virgem Maria teria aparecido a duas meninas na cabana de um pastor. As videntes eram Ivetka Korcakova, de 12 anos, e Katka Ceselkova, de 13 anos. Assustadas por uma tempestade, se refugiaram na cabana e começaram a rezar fervorosamente quando a Virgem Maria apareceu cercada de muitos anjos reluzentes, todavia elas fugiram com medo. Chegando em casa, as meninas compartilharam o que viram com seus pais, fazendo com que todos retornassem ao local da visão. Ao passar pela porta, eles foram cercados de grande luz e as meninas receberam novamente a aparição. Ivetka escutou de Maria estas palavras: 
"Queridos filhos, eu sou a Imaculada Pureza. Deus me enviou ao seu mundo, aos seus tempos, com mensagens como nunca antes na história. Por favor, rezem, filhos."
Após isso, a aparição desapareceu. Nossa Senhora continuou a aparecer para elas por mais cinco anos, no domingo seguinte a primeira sexta-feira do mês e em outros dias festivos. Inicialmente, as meninas viam e ouviam o que ela dizia a elas, mas depois elas só a viam. As notícias dessas aparições se espalharam rapidamente pela Eslováquia, e as pessoas começaram a buscar o Monte Zvir durante as aparições.
As experiências das meninas durante as aparições não foram idênticas. Katka sentiu apenas a presença da Virgem Maria, enquanto Ivetka podia se comunicar com ela. Também o destino de ambas as meninas foram diferentes. Katka mais tarde se casou, enquanto Ivetka, a pedido do clero, entrou para um convento. No entanto, isso se mostrou muito difícil para ela, quase a levando ao suicídio. Depois de nove anos, pouco antes de fazer seus votos, ela abandonou a vida religiosa e, algum tempo depois, se casou.

## O Santuário de Litmanová

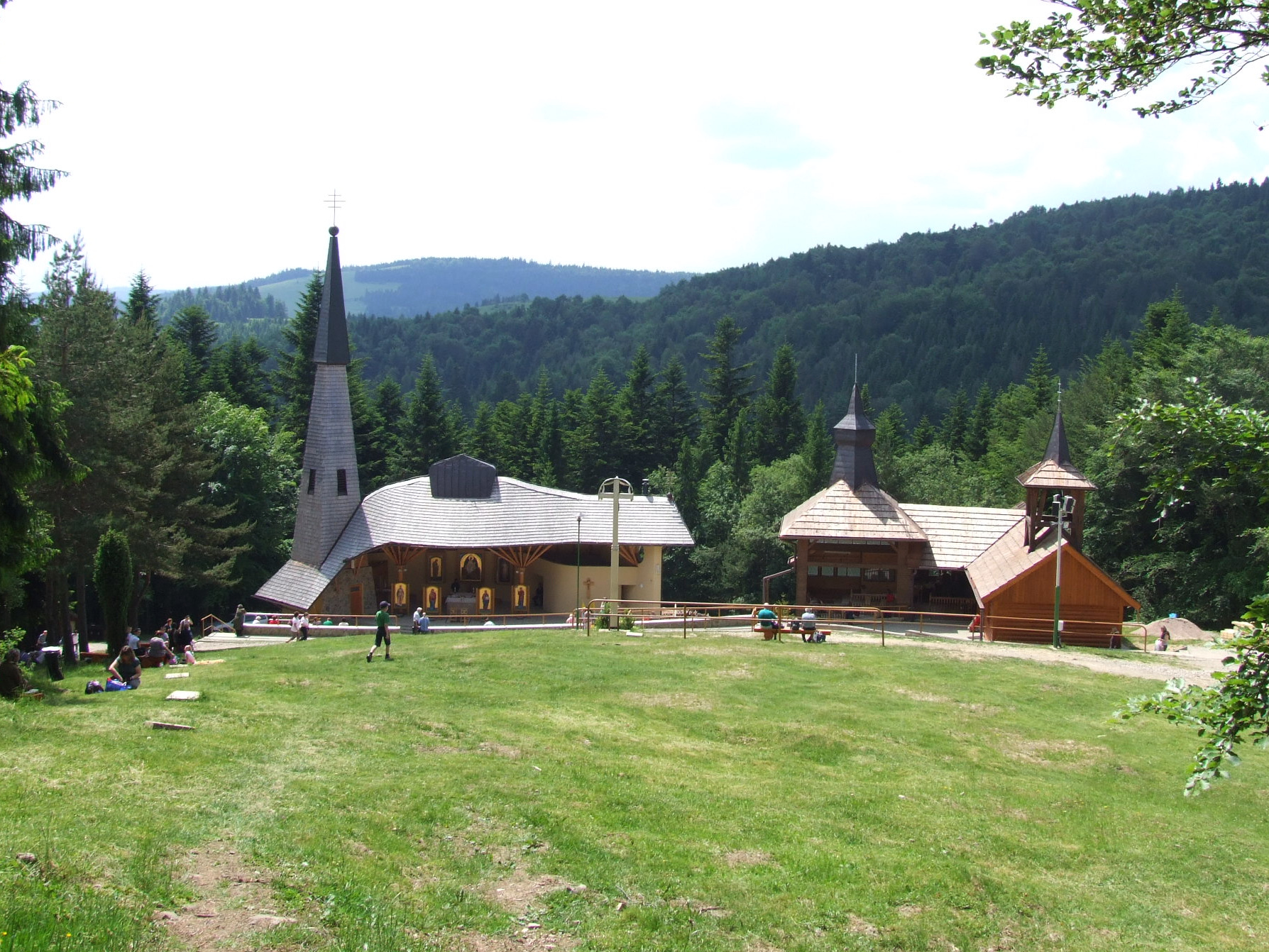
O santuário mariano de Litmanová

O Santuário de Nossa Senhora de Litmanová é um santuário mariano greco-católico em Litmanová, Eslováquia. Graças a este santuário, a pequena cidade de Litmanová tornou-se uma das cidades mais visitadas do norte da Eslováquia.
Quando a devoção se tornou popular, uma capela foi construída e nela entronizada uma a pintura da Virgem Maria, feita segundo as aparições. Posteriormente, uma igreja maior foi erguida e, do lado de fora, uma arquibancada com bancos para os peregrinos. Uma fonte de água potável está localizada próxima da igreja. Acredita-se que tenha propriedades milagrosas. No entanto, a fonte foi fechada mas torneiras foram instaladas para que os peregrinos pudessem continuar a tirar água dela. Acima da fonte há um abrigo coberto com mesas e bancos, onde os peregrinos podem preparar e comer suas refeições. No local do santuário, Via-Sacras foram construídas ao longo do caminho do estacionamento inferior pelo riacho Wielki Lipnik até o santuário. Missas greco-católicas são rezadas no santuário todos os domingos após a primeira sexta-feira do mês. Além dos eslovacos, peregrinos da Polônia, Holanda, Alemanha, Estados Unidos e outros países também buscam o santuário mariano de Litmanová.